# Sotto il Monte Giovanni XXIII

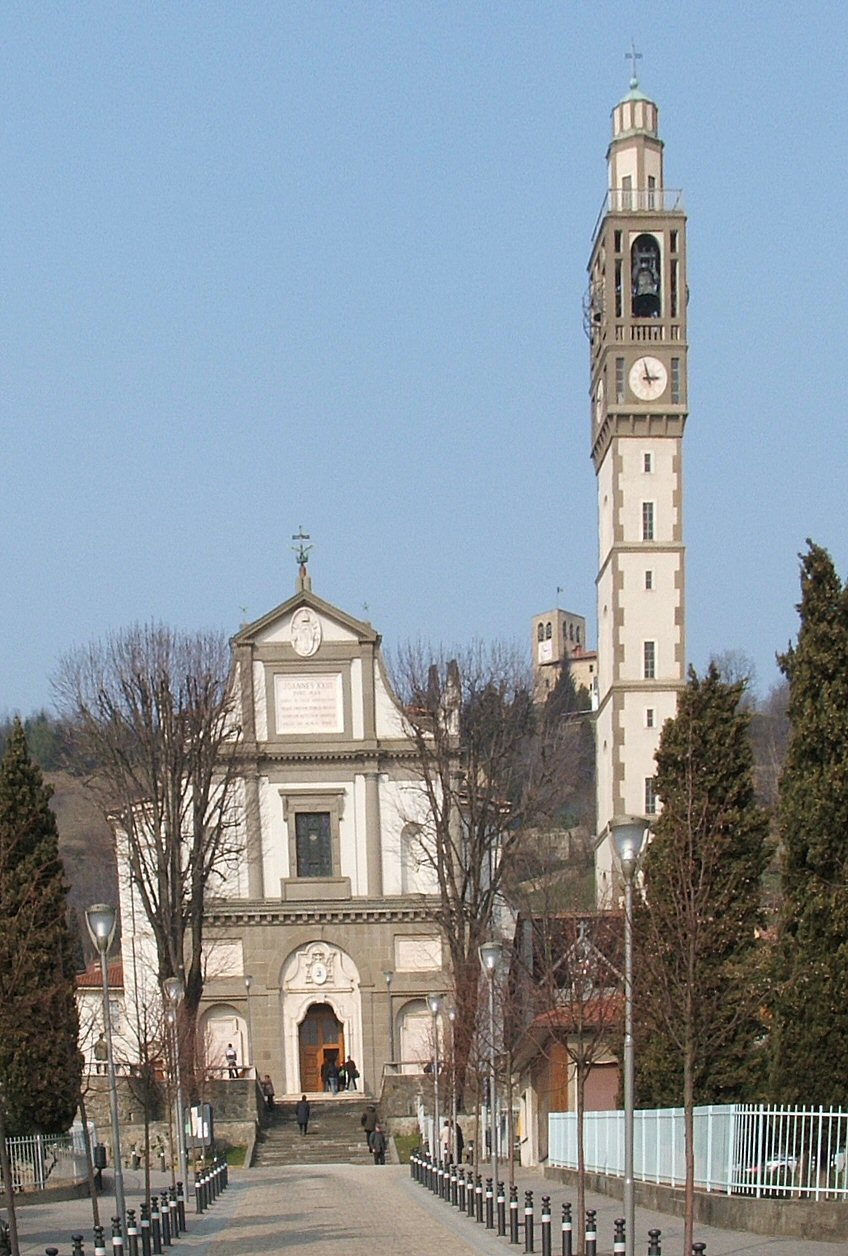
Sotto il Monte Giovanni XXIII

Sotto il Monte Giovanni XXIII je obec v Itálii, v oblasti Lombardie, v provincii Bergamo. Má asi 4 200 obyvatel.
Známá je především jako rodiště papeže Jana XXIII., občanským jménem Angelo Giuseppe Roncalli. Odtud pochází i dovětek Giovanni XXIII v oficiálním názvu.

## Partnerská města
- Marktl, Bavorsko, Německo